# Scaphochlamys iporii
Scaphochlamys iporii là một loài thực vật có hoa trong họ Gừng. Loài này được Kalu Meekiong và Ampeng A. miêu tả khoa học đầu tiên năm 2011.
Năm 2016, Yen Yen Sam et al. tách 8 loài ở Borneo (gồm S. argentea, S. biru, S. calcicola, S. iporii, S. petiolata, S. reticosa, S. salahuddiniana, S. stenophylla) ra thành chi riêng, gọi là Borneocola - với B. reticosus là loài điển hình, nhưng Ooi et al. (2017) cho rằng việc tách ra này chưa đủ độ thuyết phục và vẫn duy trì 8 loài này trong chi Scaphochlamys.

## Mẫu định danh
Mẫu định danh: K. Meekiong, I.B. Ipor, A. Ampeng, B. Marzuki & Y. Isa MK1839; thu thập ngày 3 tháng 4 năm 2008 ở cao độ 120m, tại Bukit Menyarin, Khu bảo tồn động vật hoang dã Lanjak Entimau, tỉnh Kapit, bang Sarawak, Malaysia. Holotype lưu giữ tại Cục Lâm nghiệp bang Sarawak ở Kuching (SAR), isotype lưu giữ tại Phòng mẫu cây Đại học Malaysia Sarawak (HUMS).

## Từ nguyên
Đặt theo tên Isa Bin Ipor từ Đại học Malaysia Sarawak, một trong các tác giả của bài báo mô tả loài này.

## Phân bố
Loài này có trên đảo Borneo, trong Khu bảo tồn động vật hoang dã Lanjak Entimau, tỉnh Kapit, trung nam bang Sarawak, Malaysia. Loài này sinh sống trên nền rừng trên đất giàu mùn, ở cao độ thấp.

## Mô tả
Địa thực vật thân thảo, sống lâu năm, có thân rễ, cao tới 10,5–20,0 cm. Thân rễ bò lan trên nền rừng, đường kính 2,5–3,0 mm. Các chồi lá mọc thẳng đứng, cách nhau 2–4 cm, 1 lá; cuống lá dài 3,5–10,5 cm, thanh mảnh, có rãnh, màu xanh lục nhạt, đáy hình gối; bẹ không lá 0,5–10 × 0,5–2 cm, dạng màng, đỉnh nhọn, màu nâu nhạt, dạng giấy khi khô; phiến lá 5,5–16,0 × 2,5–10,0 cm, dạng da, hình elip, mép nguyên, đáy hình nêm, đỉnh nhọn ngắn, tù hoặc gần như thuôn tròn, mặt gần trục màu xanh lục sẫm, thường màu vàng ánh lục khi non, mặt xa trục màu xanh lục ánh trắng, xỉn. Cụm hoa mọc từ gần đáy lá bên trong các bẹ lá, dài đến 3 cm, thanh mảnh, chứa tới 10 hoa, nở nối tiếp nhau, một thời điểm chỉ một hoa; cuống cụm hoa nhẵn nhụi; lá bắc hình thuyền, màu nâu nhạt; hoa màu trắng; ống hoa dài 2,0–2,5 cm, hình ống, màu trắng; thùy tràng lưng dài hơn, 2,5–3,0 cm × 5–7 mm, đỉnh nhọn, màu trắng trong suốt; các thùy tràng bên 1,8–2,0 cm × 4–6 mm, màu xanh lục trong suốt; cánh môi 2–3 × 3–4 cm, hình trứng ngược hoặc hình quạt, màu trắng với dải giữa màu vàng nhạt về phía đáy. Quả hình elipxoit, dài 2,0–5,3 cm, bề mặt thô ráp (có ụ/bướu nhỏ), màu xanh lục khi chưa thuần thục.
Tương tự như S. salahuddiniana, cụm hoa và hoa của S. iporii phù hợp với nhóm này nhưng phiến lá của S. iporii là dạng giống như da và xỉn ở mặt xa trục với đáy phiến lá hình nêm.
Nó giống nhất với S. argentea, với cả hai đều có các chồi lá chứa 1 lá, các chồi lá cách xa nhau, phiến lá rộng, cụm hoa ngắn và cán hoa kết đặc. Tuy nhiên, các gân bên nổi rõ của S. argentea có thể dễ dàng phân biệt nó với S. iporii.

## NhómAnomala
Nhóm Anomala được xác định là có cụm hoa lỏng lẻo, các lá bắc dạng màng sắp xếp xoắn ốc, các lá bắc con tương tự nhưng hầu hết là dài hơn lá bắc, lá bắc con thứ nhất có 2 gờ lưng rất mờ nhạt và khó thấy, hoa nhỏ dài ~2,5 cm, với cánh môi màu trắng dài ~1 cm, vỏ quả ngoài có u/bướu nhỏ. Nhóm Anomala bị giới hạn ở phía tây của đới khâu Đường Lupar chạy theo hướng đông đông nam qua Engkilili và Lubok Antu. Gồm bảy loài là S. anomala, S. gracilipes, S. iporii, S. lanjakensis, S. penyamar, S. salahuddiniana, S. scintillans.